# Thrypticus decoratus
Thrypticus decoratus är en tvåvingeart som först beskrevs av Alexander Henry Haliday 1832.  Thrypticus decoratus ingår i släktet Thrypticus och familjen styltflugor.
Artens utbredningsområde är Irland. Inga underarter finns listade i Catalogue of Life.